# کمیته‌های فرعی کنگره ایالات متحده آمریکا

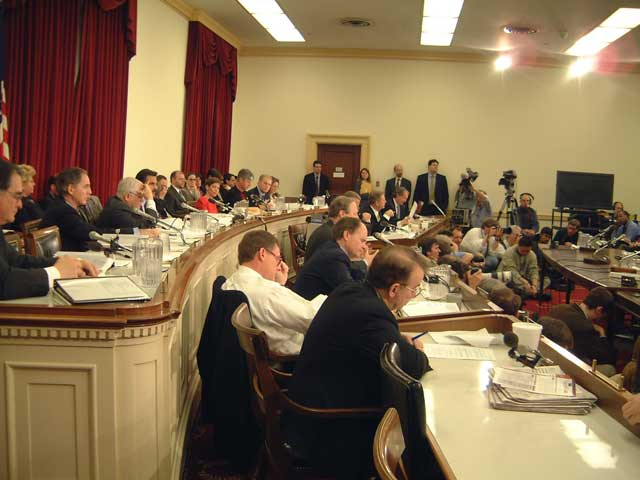

هر کمیته اصلی در مجلس نمایندگان ایالات متحده آمریکا و مجلس سنای ایالات متحده آمریکا شامل چند کمیته فرعی است و اعضاء کمیته‌های اصلی کنگره ایالات متحده آمریکا در چند یا تمامی کمیته‌های فرعی عضویت دارند.
گاهی به‌دلیل تخصصی بودن بحث‌ها در کمیته‌های اصلی بر سر لوایح قانونی، کمیته‌ها، موضوع را به کمیته‌های فرعی ارجاع می‌دهند. تعداد کمیته‌های فرعی عمدتاً در کنگره‌های مختلف متفاوت است و بعضاً از ۱۵۰ کمیته فرعی در مجلس نمایندگان و سنا تشکیل می‌شوند.